# كونستانتينوس ساماراس
كونستانتينوس ساماراس هو لاعب كرة قدم قبرصي في مركز الدفاع، ولد في 18 مايو 1984 في نيقوسيا في قبرص الشمالية. شارك مع منتخب قبرص تحت 21 سنة لكرة القدم. أما مع النوادي، فقد لعب مع أنورثوسيس فاماغوستا وأولمبياكوس نيقوسيا ونادي إيرميس أراديبو.

## وصلات خارجية
- كونستانتينوس ساماراس على موقع قاعدة بيانات كرة القدم.إي يو (الإنجليزية)
- كونستانتينوس ساماراس على موقع Soccerway.com (الإنجليزية)
- كونستانتينوس ساماراس على موقع عالم كرة القدم.نت (الإنجليزية)